# Polycitor columna
Polycitor columna är en sjöpungsart som beskrevs av Kott 1954. Polycitor columna ingår i släktet Polycitor och familjen Polycitoridae. Inga underarter finns listade i Catalogue of Life.